# Patricia Cowings
Patricia Cowings   (Nova York, 15 de desembre de 1948) és una psicofisiòloga aeroespacial. Va ser la primera dona americana que va ser entrenada com a astronauta científica per la NASA; tot i que va ser alternativa per a un vol espacial el 1979, no va viatjar a l'espai. És més coneguda pels seus estudis sobre la fisiologia dels astronautes a l'espai exterior, així com per ajudar a trobar cures per al mal del moviment dels astronautes.

## Biografia
Cowings va néixer i es va criar al Bronx, Nova York, el 15 de desembre de 1948. És l'única filla de Sadie B. i Albert S. Cowings. Sadie era professora ajudant de preescolar. Albert era propietari d'una botiga de queviures. Va tenir altres tres germans que es van convertir en un general de l'exèrcit de dues estrelles, un músic de jazz i un periodista independent. Els seus pares van emfatitzar l'educació com una "manera de sortir del Bronx".
Va estudiar psicologia i fisiologia, i després un postgrau d'enginyeria on va poder participar en el disseny d'un transbordador. Això la va apassionar pel camp espacial, i va esdevenir la primera dona afroamericana entrenada com a astronatura per a la NASA, encara que no va arribar a anar mai a l'espai.
Aquesta psicofisiòloga espacial va treballar a la NASA des del 1971, on va desenvolupar i patentar un sistema d'entrenament anomenat Exercici d'entrenament de retroalimentació autogen (AFTE) que permet respondre la cinetosi, marejos o desorientació en el cos dels astronatures. La seva investigació també va ajudar a prevenir el desgast muscular gràcies a exercicis per treballar els músculs que es fan servir a l'espai.